# Datorspelsåret 1980

## Händelser

### Okänt datum
- Företaget Mattel släpper spelmaskinen Intellivision.
- Brittiska Sinclair introducerar ZX80, en minimalistisk hemdator som ansluts till TV:n.
- Nintendo inleder lanseringen av Game & Watch-spel.

## Spel släppta år1980

### Arkadspel
- 22 maj - Pacman[1]
- Missile Command
- Centipede
- Battlezone
- Defender
- Mystery House

### Fotnoter
1. ↑  ”The History of Pacman” (på engelska). Retropacman. Arkiverad från originalet den 23 februari 2014. https://web.archive.org/web/20140223105440/http://www.retropacman.com/en/history.html. Läst 10 februari 2014.